# Comuna Sokolivka, Busk
Sokolivka (în ucraineană Соколівка) este o comună în raionul Busk, regiunea Liov, Ucraina, formată din satele Baimakî, Hrabîna, Labaci, Rîjanî și Sokolivka (reședința).

## Demografie
Componența lingvistică a comunei Sokolivka
     Ucraineană (98,89%)
     Alte limbi (0,81%)
Conform recensământului din 2001, majoritatea populației comunei Sokolivka era vorbitoare de ucraineană (98,89%), existând în minoritate și vorbitori de alte limbi.